# John King (journaliste)
Pour les articles homonymes, voir John King (homonymie) et King.
John King (né le 30 août 1963) est un présentateur de télévision américain. Il est le correspondant national en chef de CNN, situé à Washington, D.C., et est le présentateur du programme de discussion politique Inside Politics (en).

## Jeunesse
King est né à Boston, dans le Massachusetts. Il est d'origine irlandaise. Il fréquente la Boston Latin School puis obtient un baccalauréat universitaire en journalisme de l'Université de Rhode Island.

## Carrière
En 1985, King a rejoint l'Associated Press où il commence comme écrivain. En 1991, il est nommé correspondant politique en chef et dirige la couverture politique de l'AP des élections présidentielles de 1992 et 1996. Toujours en 1991, King remporte le prix du meilleur reportage décerné par l'Associated Press Managing Editors' Association pour sa couverture de la guerre du Golfe,.
En 1997, King rejoint CNN où il est correspondant principal de la Maison Blanche de 1999 à 2005. En 2005, il est nommé correspondant national en chef de CNN, poste qu'il occupe toujours. Il anime le programme d'information du dimanche matin (et plus fréquemment pendant les années d'élection présidentielle) Inside Politics (en), qui présente une table ronde tournante de membres des médias qui partagent leurs idées sur des sujets politiques actuels. Il apparaît fréquemment dans les émissions d'information nocturnes The Situation Room with Wolf Blitzer (en) et Anderson Cooper 360°.
King utilise régulièrement le Multi-Touch Collaboration Wall (en), surnommé le "Magic Wall" ou "Magic Map". Utilisé pour la première fois lors des primaires de la campagne présidentielle de 2008, il lui permet d'afficher et de manipuler divers graphiques et cartes relatifs aux résultats des sondages et des élections,. Son utilisation du "Magic Wall" est notamment remarquée lors des élections présidentielles en 2016 puis en 2020,,.

## Vie privée
Il a deux enfants avec sa première femme, Jean Makie.
Il se remarie en 2008 avec Dana Bash, une autre présentatrice de CNN. Avant d'épouser Bash, étant anciennement catholique, il se convertit au judaïsme, la religion de Bash. Ils ont un fils, Jonah, en juin 2011 puis le couple se sépare en mars 2012.
Le 19 octobre 2021, il révèle à l'antenne être atteint de la Sclérose en plaques.